# Mięsień wieszadłowy dwunastnicy

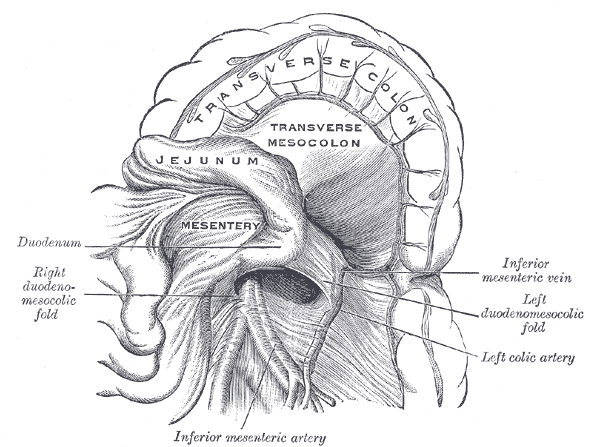
Zagłębienie dwunastniczo-czcze

Mięsień wieszadłowy dwunastnicy, mięsień Treitza, więzadło wieszadłowe dwunastnicy, więzadło Treitza (łac. musculus suspensorius duodeni, ligamentum suspensorium duodeni) – w anatomii człowieka fałd otrzewnej, zawierający włókna mięśniowe, dochodzący do zgięcia dwunastniczo-czczego (flexura duodenojejunalis). Włókna mięśniowe biegną od lewej odnogi przepony, dochodzą do górnego obwodu zgięcia, rozbieżnie do tyłu od trzustki, i przechodzą w mięśniówkę dwunastnicy. 
Mięsień wieszadłowy dwunastnicy jest ważnym w chirurgii jamy brzusznej punktem orientacyjnym, stanowiącym umowną granicę między górnym a dolnym odcinkiem przewodu pokarmowego, np. w przypadku krwawienia z przewodu pokarmowego powyżej mięśnia wieszadłowego dwunastnicy  mówi się o wymiotach z domieszką krwi, a poniżej – o stolcu z domieszką krwi.
Nazwa eponimiczna upamiętnia czeskiego lekarza Václava Treitza.